# 親子万才
『親子万才』（おやこまんざい）は、TBS系の金曜ドラマ（毎週金曜日22:00 - 22:54）の枠で、1987年（昭和62年）1月30日から同年3月27日まで放映されていたテレビドラマ。全9話。

## 概要
「母と子が懸命に生きる　―ただそれだけの物語」がキャッチフレーズの作品。星淳子は夫・太郎との夫婦漫才コンビで活躍していたが、太郎がポックリ病で突然亡くなってしまった。所属事務所は相方を代えて活動を続けることを期待し、小学5年生の息子・幸宏も舞台に立つ母が好きで、淳子の弟子の三吉とコンビを組んで欲しいとも頼んだが、淳子にとって相方は太郎以外に考えられず、連日の地方巡業のために人に預けっきりだった幸宏を不憫に思っていたこともあって、漫才を辞める決心をする。生活を支えるため、淳子は昼はスーパーマーケット、夜は飲み屋で働くことに。しかし、そんな母を幸宏は強く心配して、どうしていいかわからなくなり家を飛び出す。一家の大黒柱を亡くした母と子。生活上などの不安、不動産や地主による立ち退き工作に揺らぐ混乱などを乗り越え、息子を女手一つで守りながら力強く生きるその姿を描いた。
本作では毎回、回想で夫婦漫才のシーンが流れていた。本作の撮影開始に先立って、大原麗子、川谷拓三ら出演者は内海桂子から直接漫才の指導を受け、ステージ衣装も大原自身が選んでいたという。一方で、大原は後日本作について辛かったことを吐露していたことがあった。
柴田一幸は本作の前年(1986年)に放映された「親子ゲーム」で心を閉ざし、殆ど言葉も発しない少年役で出演していたが、本作では人を笑わせる事が好きな明るい性格の少年役という正反対の役柄を演じている。

## キャスト
- 星淳子：大原麗子
- 星太郎：川谷拓三
- 星幸宏：柴田一幸 - 人を笑わせるのが好きな性格。学校の教室で落語を一席やったりもしている。
- 三吉：小倉久寛 - 淳子の弟子。
- シロー：石倉三郎
- 正子：白川和子
- 美穂：筒井明日 - 正子の娘。幸宏とはクラスメートで幼馴染み。
- 和田：小坂一也 - 淳子が勤めるスーパーの店長。
- 松崎：岡本信人 - 勝鬨不動産社員。淳子のOL時代の同僚だった。
- 美加理
- 三崎千恵子
- 星スズ：野村昭子 - 淳子の伯母。
- 喜八：村田正雄 - 淳子と太郎が所属する芸能事務所の社員。
- ミヨ：遠藤京子 - 三吉の許婚で、ハウスマヌカン。第7話で、三吉と漫才コンビを組む。
- 星次郎：川谷拓三（二役） - 太郎の弟で、性格は太郎と正反対。第6話で、太郎が生前残した借金の催促をしに淳子のもとを訪れる。

ほか

## スタッフ
- プロデューサー：柳井満
- 脚本：岩間芳樹
- 演出：竹之下寛次、大岡進
- 制作：TBS

## 主題歌
- さだまさし 『春女苑』　（作詞・作曲：さだまさし）

## 放送リスト
| 話数 | 放送日         | サブタイトル         | 演出       |
| ---- | -------------- | -------------------- | ---------- |
| 1    | 1987年 1月30日 | さよならパパママ漫才 | 竹之下寛次 |
| 2    | 2月06日        | もうこどもじゃないよ | 竹之下寛次 |
| 3    | 2月13日        | おかあさんモテないで | 大岡進     |
| 4    | 2月20日        | おかあさんの勲章     | 竹之下寛次 |
| 5    | 2月27日        | オトナたちの戦争     | 大岡進     |
| 6    | 3月06日        | ぼくの叔父さん       | 竹之下寛次 |
| 7    | 3月13日        | おかあさんの生き方   | 大岡進     |
| 8    | 3月20日        | ぼくんちどうなるの?  | 竹之下寛次 |
| 9    | 3月27日        | おかあさんの歌       | 大岡進     |